# Mekanïk Destruktïw Kommandöh
Mëkanïk Dëstruktïẁ Kömmandöh — третий студийный альбом французской zeuhl-группы Magma, записанный и выпущенный в 1973 году. Является третьей (первой записанной) частью трилогии «Theusz Hamthaak».
Альбом стал одним из первых, полностью выдержанным в авангардно-джазовой тематике, и фактически стал квинтэссенцией жанра «цойл», созданного Magma. 
Все песни альбома написаны на кобайском языке, приблизительный перевод его названия — «Команда механического разрушения».
Альбом занял 24 место в списке «50 величайших прог-рок-альбомов всех времён» журнала Rolling Stone.

## Список композиций
Автор всех песен — лидер группы Кристиан Вандер.

### Сторона 1
1. «Hortz Fur Dëhn Štekëhn Ẁešt» — 9:36
2. «Ïma Süri Dondaï» — 4:30
3. «Kobaïa Is de Hündïn» — 3:34

### Сторона 2
1. «Da Zeuhl Ẁortz Mëkanïk» — 7:48
2. «Nebëhr Gudahtt» — 6:02
3. «Mëkanïk Kömmandöh» — 4:10
4. «Kreühn Köhrmahn Ïss Dëh Hündïn» — 3:13

### Бонус-трек на CD-переизданиях
1. «M.D.K.» — 34:35

## Участники записи
- Кристиан Вандер — барабаны, вокал, орган, перкуссия
- Янник Топ — бас-гитара
- Клаус Бласквиц — вокал, перкуссия
- Жан-Люк Мандельер — фортепьяно, орган
- Бенуа Уайдманн — синтезатор
- Рене Гарбер — бас-кларнет
- Клод Олмос — гитара
- Стелла Вандер — вокал
- Мюрель Страйсфилд — вокал
- Эвелин Разумовски — вокал
- Мишель Сольнер — вокал
- Дорис Райнхарт — вокал
- Тедди Лазри — флейта